# Braziliaanse landmacht
De Braziliaanse landmacht (Portugees: Exército Brasileiro) is het landleger van het Zuid-Amerikaanse land Brazilië. Met 219.585 actieve manschappen is het de tweede landmacht van Latijns-Amerika en de derde op het Amerikaans continent, na de Amerikaanse en Mexicaanse. Het Braziliaanse leger heeft ook een kleine luchtarm die met helikopters vliegt.
Tot 1967 viel het leger onder het Ministerie van Oorlog, dat vervolgens tot 1999 Ministerie van de Landmacht heette. Dat werd in dat jaar onderdeel van het Ministerie van Defensie, waarin toen ook de ministeries van de marine en de luchtmacht werden ondergebracht. De opperbevelhebber van het leger is de president van Brazilië, thans Jair Bolsonaro.
De Braziliaanse landmacht viert haar verjaardag op 19 april. Op die dag in 1648 vond de Eerste Slag van Guararapes plaats tussen Portugese- en Nederlandse troepen voor de controle om het westen van Brazilië, waar beide landen toen een kolonie onderhielden.

## Geschiedenis
Het Braziliaanse leger werd opgericht uit Portugese koloniale eenheden toen het land in 1822 onafhankelijk werd. Het Portugese leger was er aanwezig om de kolonie te verdedigen tegen Frankrijk en Nederland. Eerst vocht men tegen het Portugese leger, tot Portugal in 1824 het Keizerrijk erkende. In de eerste jaren van het Keizerrijk Brazilië vocht het leger, toen circa 24.000 man sterk, met lokale milities van grootgrondbezitters tegen separatisten.
In 1825 verklaarde Brazilië de oorlog aan de Verenigde Provincies van de Río de la Plata — thans deel van Argentinië — omdat die de separatisten in de provincie Cisplatina steunde. Geen van de partijen kon de bovenhand krijgen en deze Cisplatine-Oorlog eindigde in een verdrag waarbij Brazilië de provincie afstond. Daarmee ontstond het land Uruguay.
Na het aftreden van keizer Peter I in 1831 werd het leger afgeslankt tot amper 6000 man en werd een nationale wacht in het leven geroepen die de milities moest vervangen. Alle mannen vanaf een bepaalde inkomensgrens maakten daar in theorie deel van uit. In feite kon daardoor nagenoeg elke man bij de nationale wacht gaan. Ze kregen een wapen, maar werden niet betaald. Ze moesten zelf voor hun uniform zorgen en werden nauwelijks opgeleid. In oorlogstijd werden ze bij het reguliere leger gevoegd. Dit zwakke leger was niet in staat de vele republikeinse- en anti-slavernijopstanden in het land het hoofd te bieden.

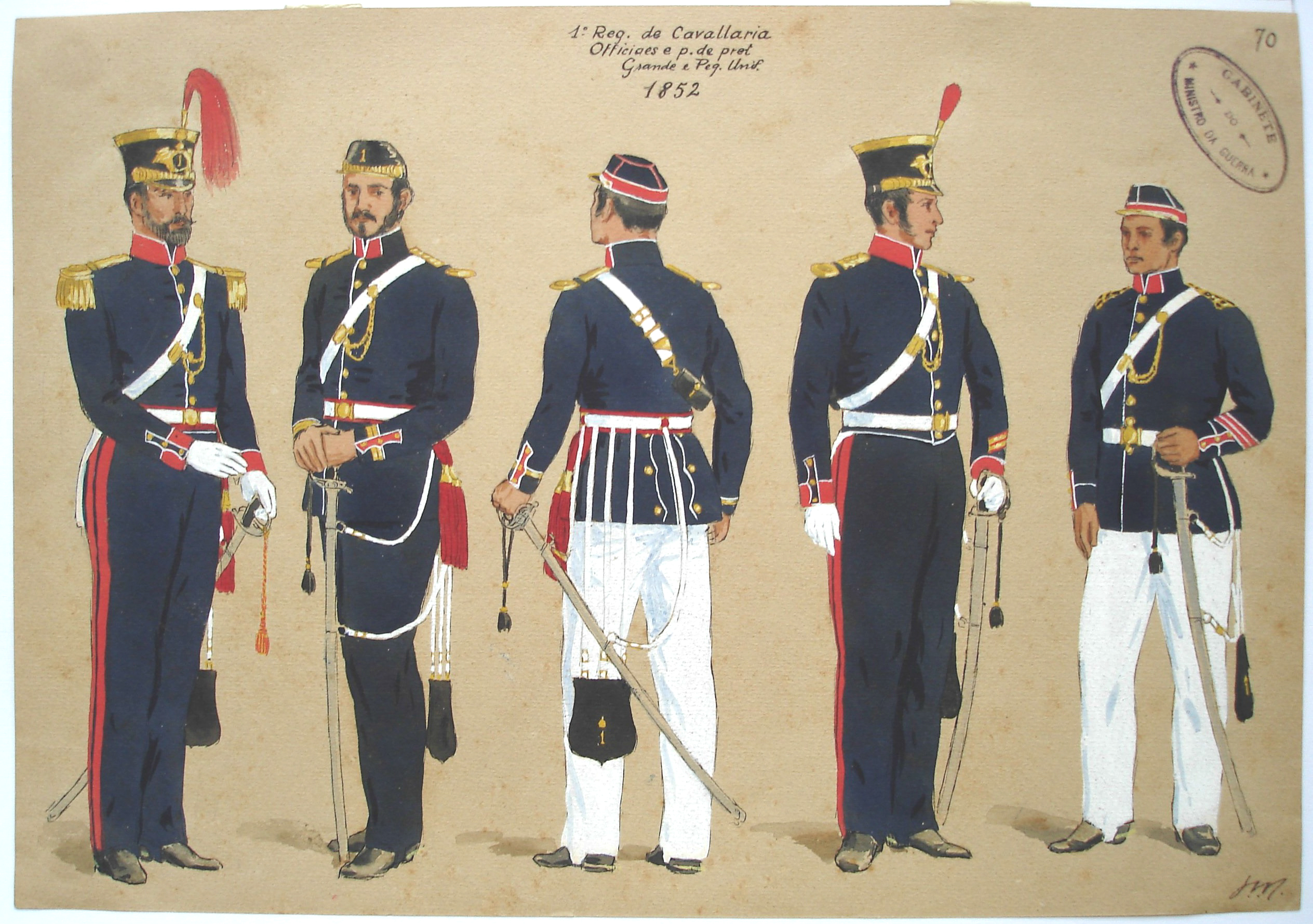
Het legeruniform anno 1852.

Toen de conservatieve monarchist Pedro de Araújo Lima in 1837 regent werd — keizer Peter II was nog te jong om zelf te regeren — werd het leger opnieuw opgebouwd tot 18.000 man. Het behaalde vervolgens verschillende successen in de strijd tegen de provinciale opstanden. In 1851-52 vocht het met Uruguay en Argentijnse rebellen de Plata-oorlog uit tegen de Argentijnse Confederatie, die Brazilië zeggenschap over de Río de la Plata opleverde. Het leger was toen al gegroeid tot 37.000 troepen.
In de jaren daarop werd het leger verwaarloosd waardoor het slecht voorbereid was voor de Uruguayaanse Burgeroorlog in 1864 en de Oorlog van de Drievoudige Alliantie tegen Paraguay, dat op de monding van de Río de la Plata aasde, in 1865. Brazilië putte vooral troepen uit de nationale wacht en het was meer de marine die gewicht in de schaal legde. In 1866 werd Luís Alves de Lima e Silva benoemd tot bevelhebber van de Braziliaanse troepen. Die reorganiseerde het leger en versterkte het fors — tot 82.000 man in 1869. De oorlog tegen Paraguay, dat uiteindelijk vernietigend werd verslagen, werd de bloedigste uit de Zuid-Amerikaanse geschiedenis. Deze oorlog decimeerde de bevolking van Paraguay, maar ook Brazilië verloor naar schatting 50.000 manschappen.

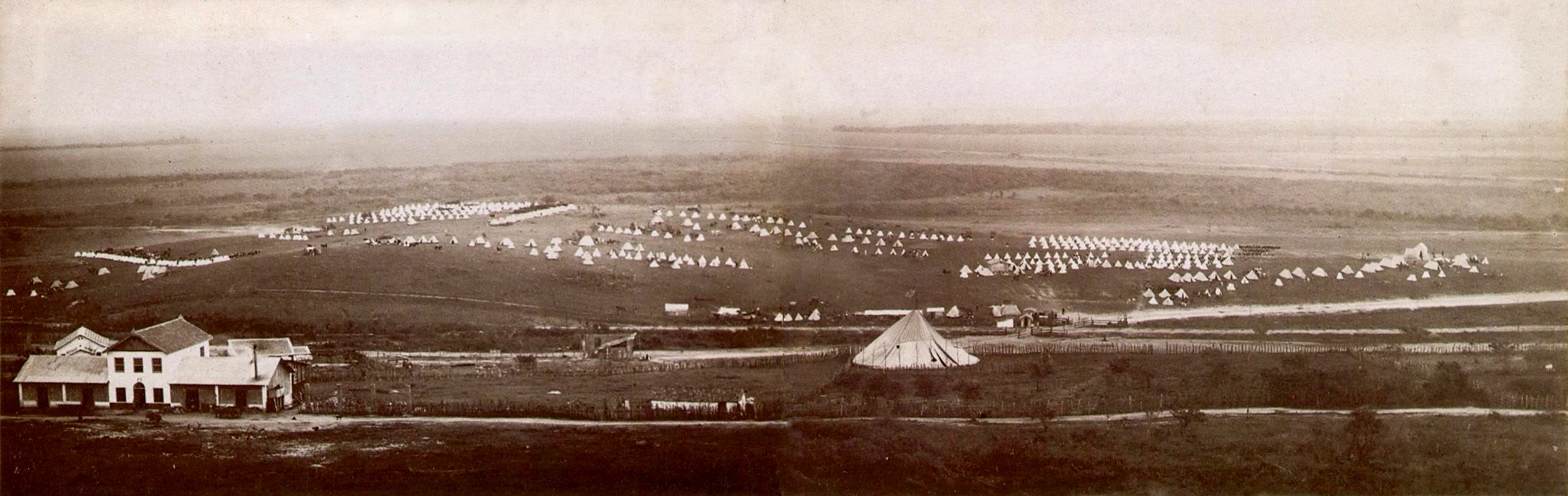
Een kampement van het keizerlijke leger in 1885.

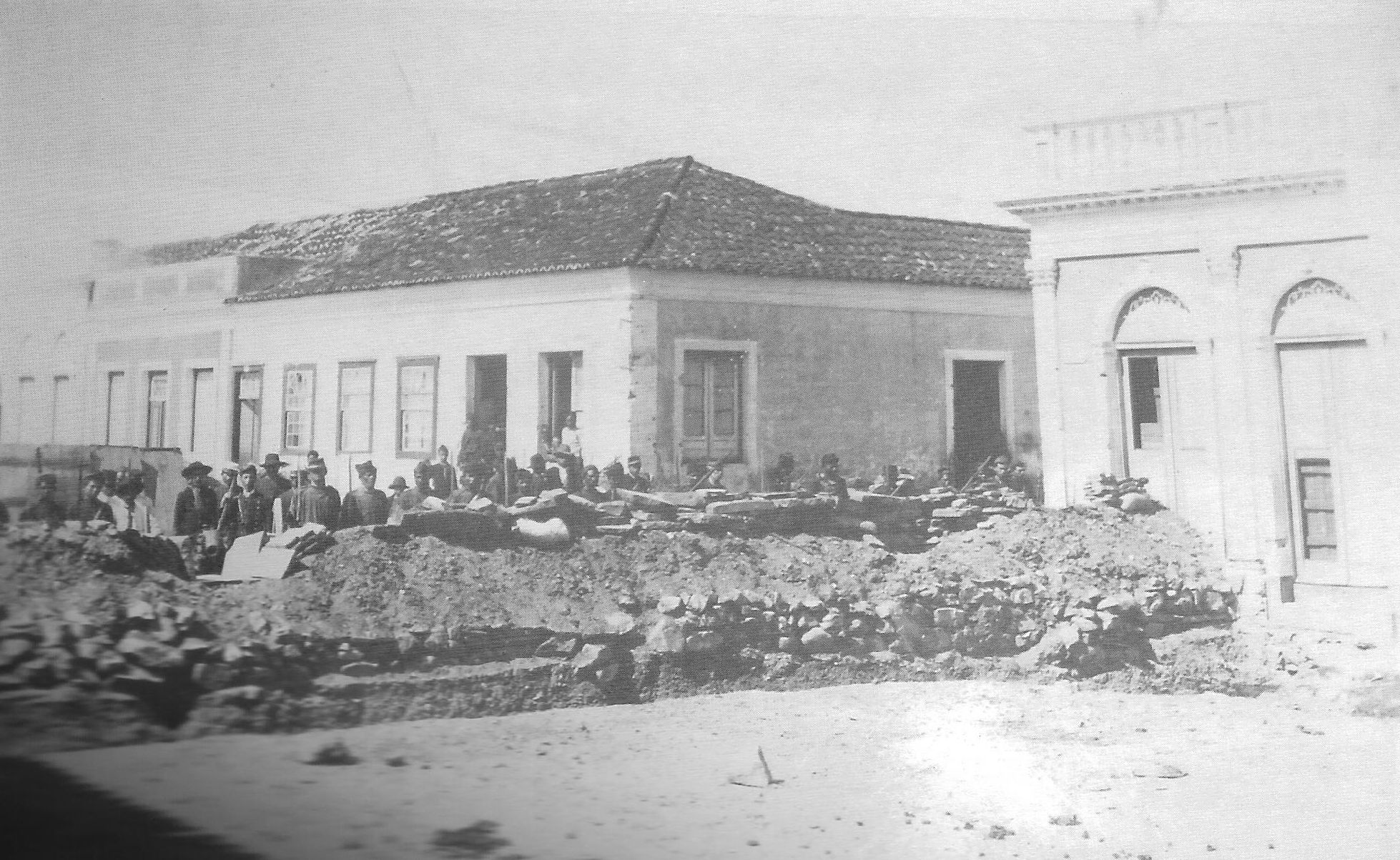
De belegering van Bagé tijdens de revolutie van 1893-94.

Na de oorlog verzwakte het leger opnieuw tot 13.000 manschappen in 1884. In die periode kwam ook het republicanisme sterk op, ook binnen het leger. In november 1889 was het het leger, onder leiding van maarschalk Manuel Deodoro da Fonseca, dat het keizerrijk omverwierp, waarop da Fonseca de eerste president van de nieuwe republiek werd. Ongeveer een vijfde van het leger zou achter de coup hebben gestaan. Een aantal bataljons probeerde de coup nog te verijdelen en terug te draaien. Ook de marine bleef de keizer steunen en zou nog jarenlang pogen de monarchie te herstellen. In 1893 begon de Federalistische Revolutie in een poging het keizerrijk te herstellen, waaraan ook royalistisch gezinde militairen van leger en marine deelnamen. In 1895 werden de rebellen verslagen door regeringstroepen.

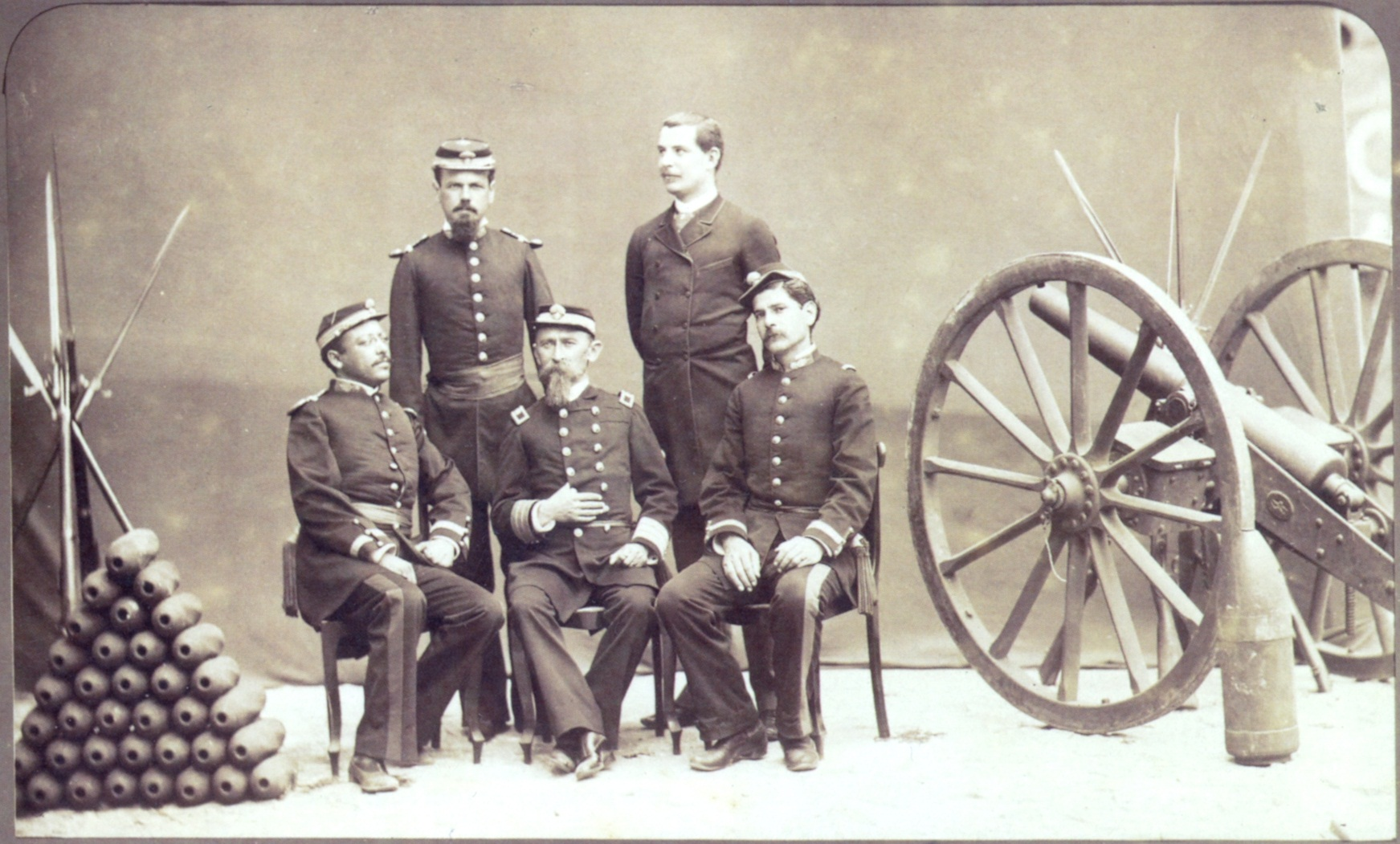
Braziliaanse officieren in 1886.

De regering had het leger hervormingen en een salarisverhoging beloofd, maar daar kwam niets van in huis. Ook de extreme inflatie waarmee het land toen te kampen had erodeerde de middelen. In het begin van de 20e eeuw groeide de militaire invloed op het bestuur. Toen maarschalk Hermes da Fonseca (neef van) in 1910 president werd kwamen de hervormingen en moderniseringen. Zo werd in 1916 de dienstplicht op basis van loting ingevoerd en werd de legertop meer open gesteld.
Toen Brazilië in oktober 1917 de oorlog verklaarde aan de centrale mogendheden, omdat Duitse onderzeeërs Braziliaanse handelsschepen kelderden, stuurde het land drie kleine eenheden naar het front, waaronder twee van de landmacht. Daar maakten ze deel uit van het Franse leger aan het westfront. Direct na de oorlog werd het leger door een Franse militaire missie onder leiding van Maurice Gamelin gereorganiseerd.

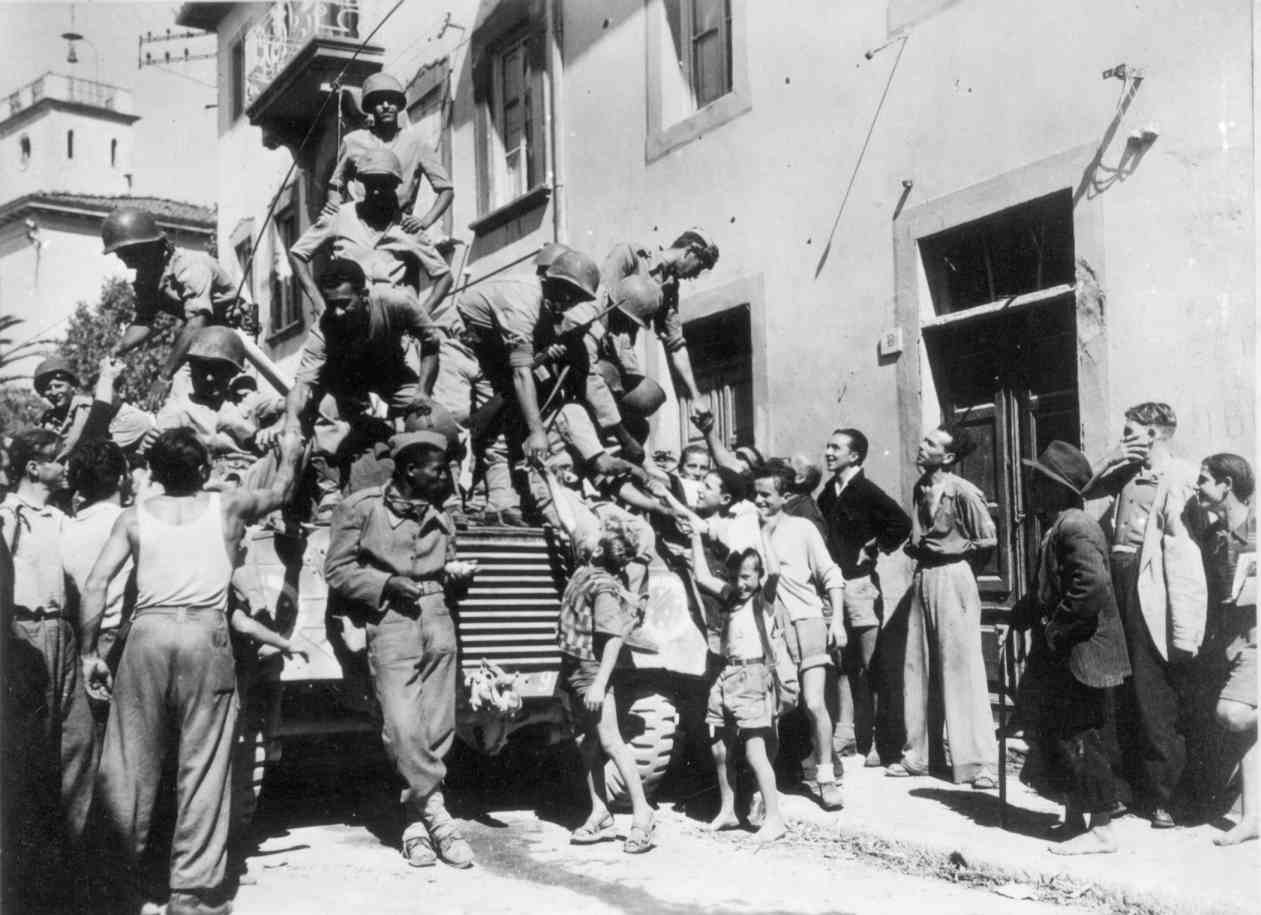
Braziliaanse soldaten in Italië in september 1944.

De jaren 1920 werden gekenmerkt door de strijd tegen de Tenente-opstanden; goed opgeleide jonge lagere officieren die rebelleerden tegen de politieke- en sociale toestand. Het leidde tot de revolutie van 1930 waarbij het leger de macht opnieuw in handen nam in de persoon van dictator Getúlio Vargas en diens Estado Novo. In de jaren 1930 onderdrukte men twee couppogingen tegen hem; waaronder die van de communistische partij in 1935. Vargas voer een pro-Amerikaanse koers en verklaarde, onder publieke druk, in augustus 1942 de oorlog aan de asmogendheden. In 1944 werd een Braziliaans Expeditieleger van 25.000 man naar het Italiaanse front gestuurd, waar het onder Amerikaans commando vocht. Aldaar werd het leger gemoderniseerd naar Amerikaans voorbeeld.
Na de oorlog werden de soldaten al in Italië ontwapend en kregen veteranen beperkingen opgelegd, uit vrees dat ze hun populariteit in de politiek te gelde zouden maken. In die tijd gingen er stemmen op om terug te keren naar de democratie. Vargas verloor zijn machtsbasis, waarna hij in oktober 1945 aftrad. Hij werd opgevolgd door de door het leger en Vargas gesteunde generaal Eurico Gaspar Dutra die in december 1945 werd verkozen. Na diens desastreuze pro-Amerikaanse economisch beleid kon Vargas in 1951 echter op democratische wijze opnieuw aan de macht komen. In 1954 keerde het leger zich echter opnieuw tegen hem, waarop hij zelfmoord pleegde.

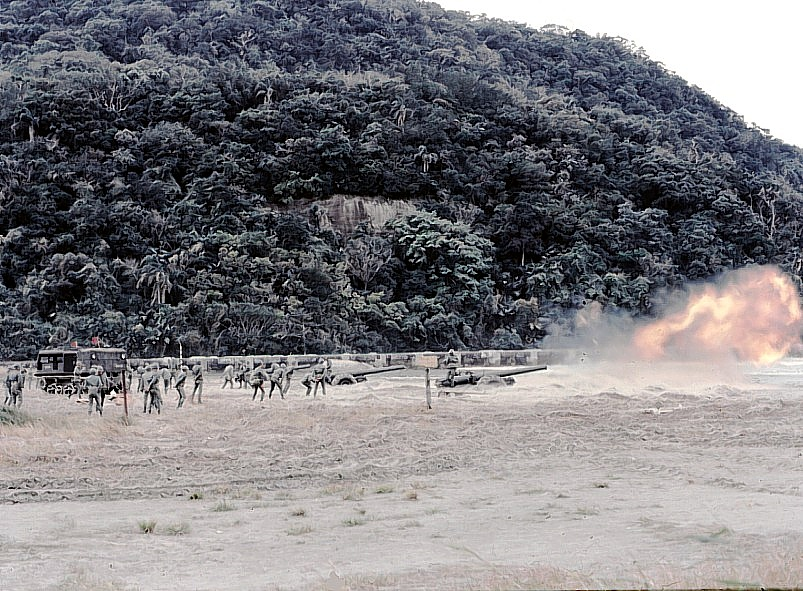
Een artillerieoefening in Praia Grande anno 1975.

In maart 1964 pleegde het leger met Amerikaanse steun een staatsgreep tegen president João Goulart, die een onafhankelijk beleid had gevoerd en relaties had aangeknoopt met de communistische landen. Het militaire bewind zou nog tot 1985 aan de macht blijven. Gedurende die periode werden dissidenten vervolgd en guerrillabewegingen bevochten.
In 1965 nam het Braziliaanse leger met nog een aantal Latijns-Amerikaanse landen deel aan de Amerikaanse interventie in de Dominicaanse Burgeroorlog om de orde er te herstellen.
In de jaren 1980 werd Brazilië het eerste land in Zuid-Amerika dat vrouwen toeliet in het leger.

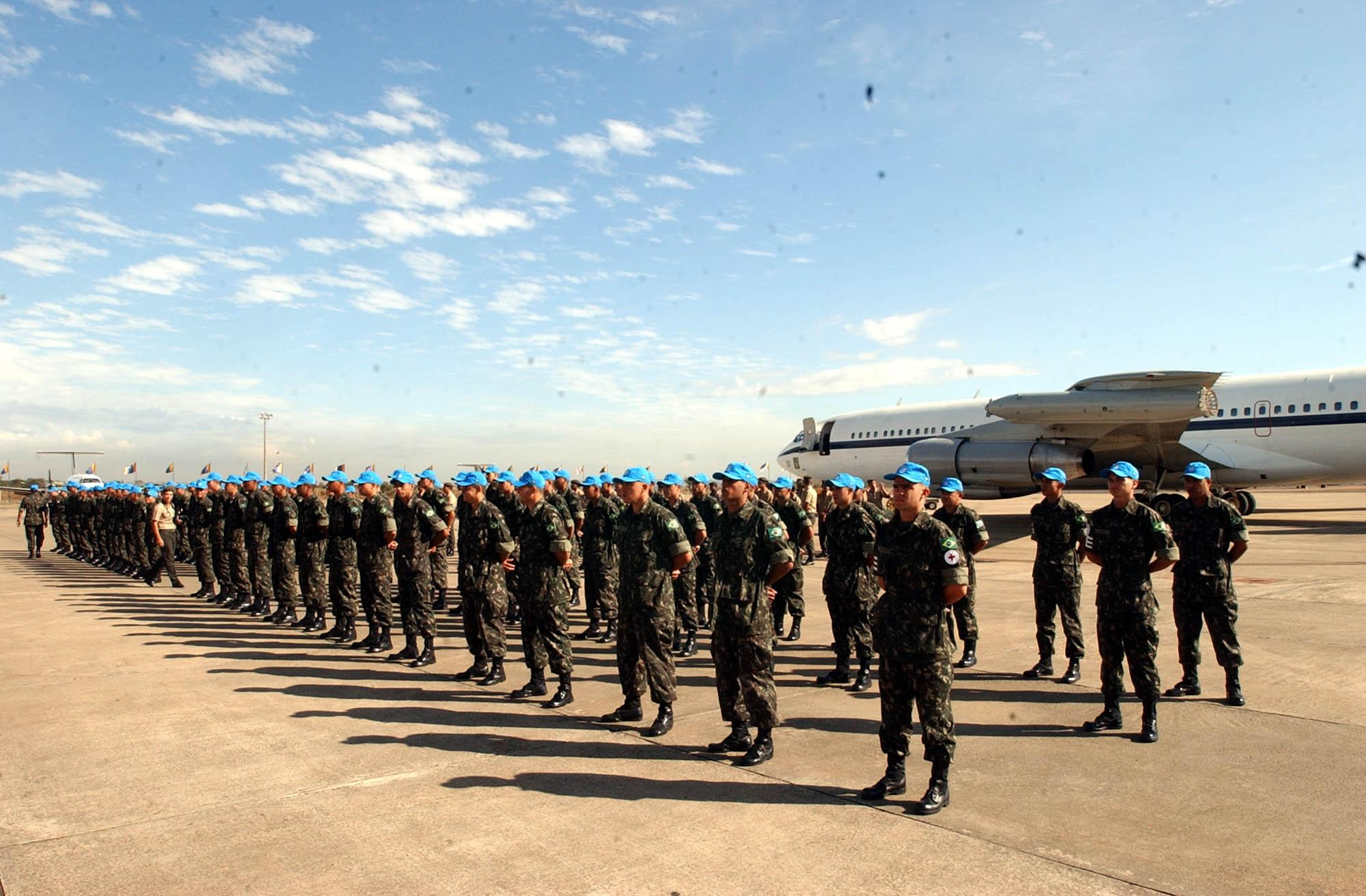
Braziliaanse blauwhelmen in Oost-Timor in 2004.

Brazilië stuurde al blauwhelmen naar verschillende conflictgebieden in de wereld. Het leger nam onder meer deel aan de VN-vredesmachten in Angola tussen 1995 en 1997, Oost-Timor van 1999 tot 2004 en leidde die in Haïti vanaf 2004. Het land verloor achttien soldaten bij de aarbeving die Haïti in 2010 trof en ook het hoofdkwartier van de vredesmacht vernielde.

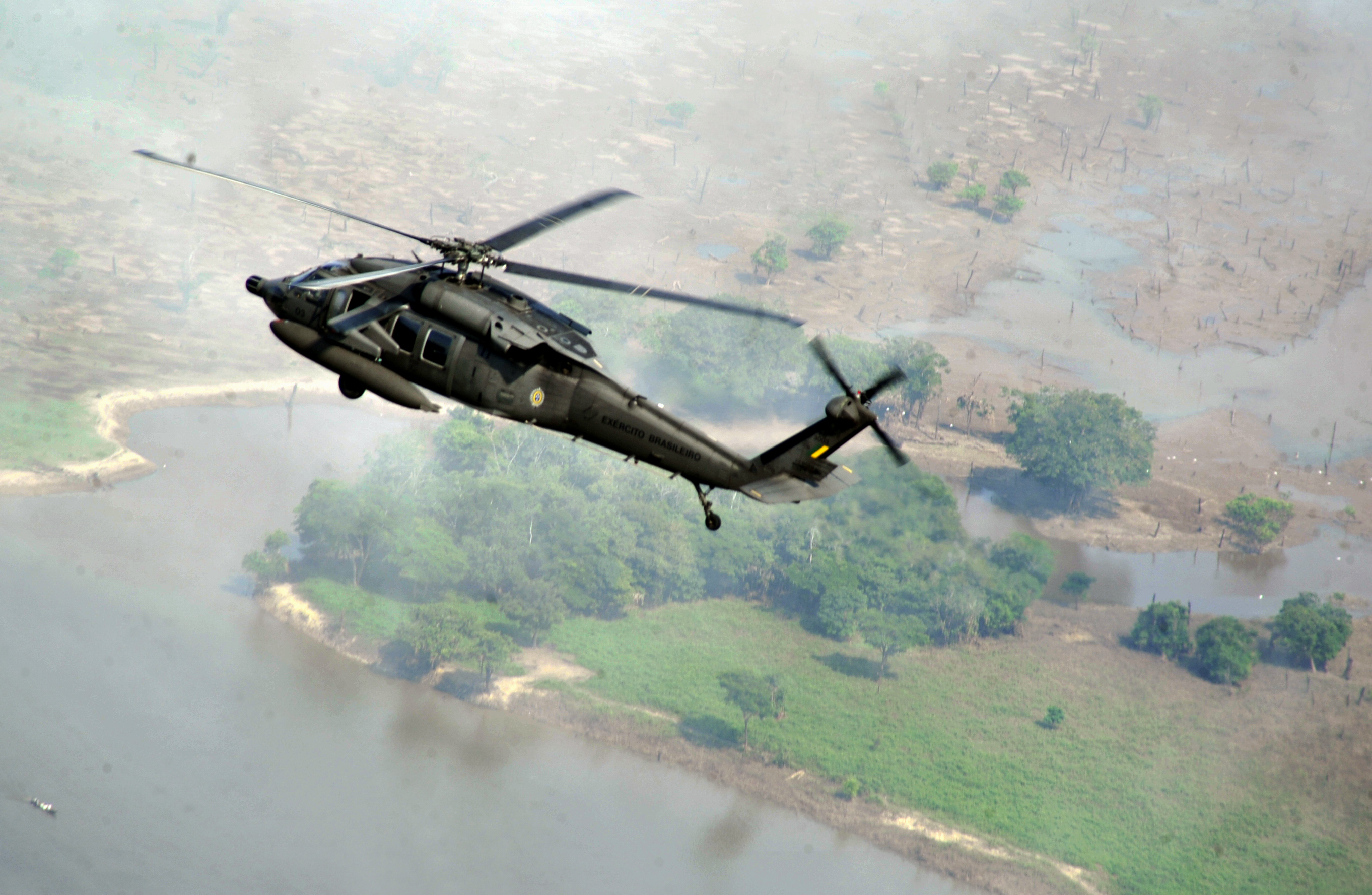
Een Black Hawk boven de Purus-rivier in het Amazonegebied.

Verder wordt de laatste decennia meer aandacht besteed aan het beschermen van het Amazonegebied. Er zijn thans zo'n 25.000 manschappen gestationeerd, en dat aantal zou tegen 2018 nog verdubbelen.
In november 2010 werden 800 troepen ingezet in de oorlog tegen drugsbendes in de omgeving van Rio de Janeiro, die hevig was opgelaaid toen de politie actief werd in de favela's en de bendes hen daarop aanvielen. In 2014 bestormden 2000 troepen ondersteund door pantservoertuigen en helikopters een sloppenwijk in de stad in het kader van de veiligheid met het oog op het wereldkampioenschap voetbal in Brazilië. Meer dan 50.000 soldaten zouden ook ingezet worden voor de veiligheid tijdens het evenement.

## Structuur

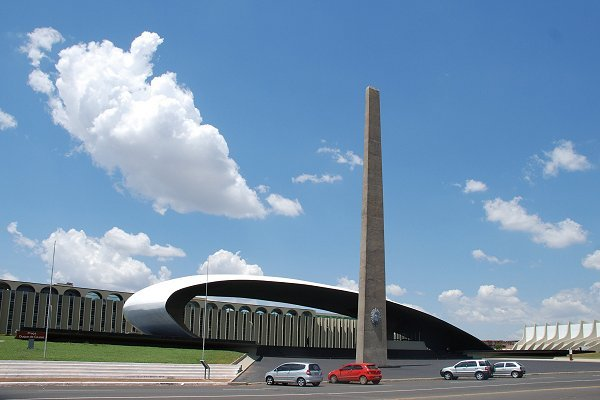
Het hoofdkwartier van het leger in de hoofdstad Brasilia.

### Commando's en regio's
Het leger is verdeeld in acht geografische commando's die één of meer militaire regio's besturen:
- Oost (Rio de Janeiro):
  - 1e regio (Rio de Janeiro en Espírito Santo)
  - 4e regio (Minas Gerais)
- Zuidoost (São Paulo):
  - 2e regio (São Paulo)
- Zuid (Porto Alegre):
  - 3e regio (Rio Grande do Sul)
  - 5e regio (Paraná en Santa Catarina)
- Noordoost (Recife):
  - 6e regio (Bahia en Sergipe)
  - 7e regio (Rio Grande do Norte, Paraíba, Pernambuco en Alagoas)
  - 10e regio (Ceará en Piauí)
- Noord (Belém):
  - 8e regio (Pará, Amapá, Maranhão en een deel van Tocantins)
- West (Campo Grande):
  - 9e regio (Mato Grosso en Mato Grosso do Sul)
- Planalto (Brasilia):
  - 11e regio (Goiás, Tocantins en het Federaal District)
- Amazone (Manaus):
  - 12e regio (Amazonas, Acre, Roraima en Rondônia)

## Inventaris

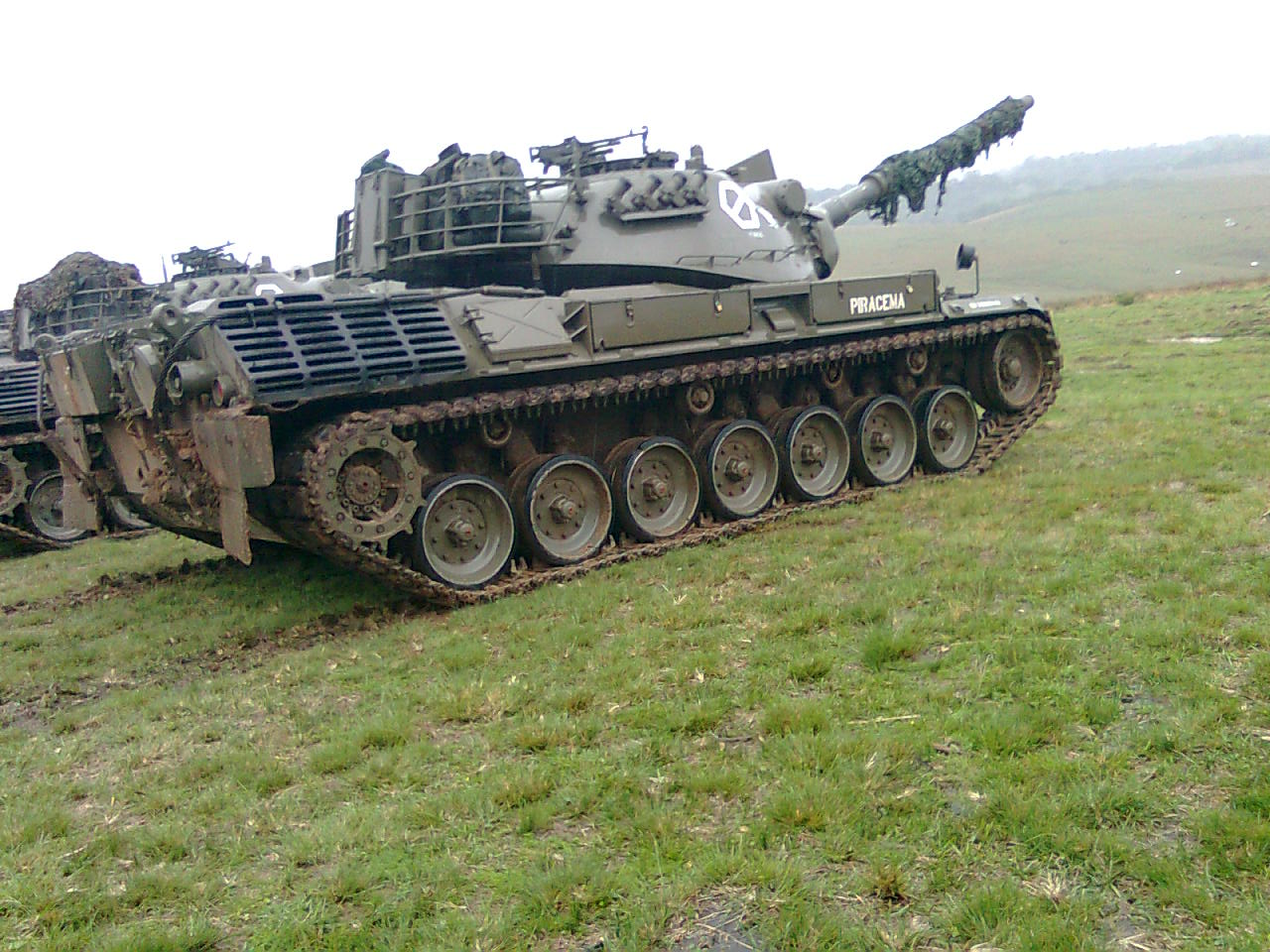
De Leopard 1A1-tank.

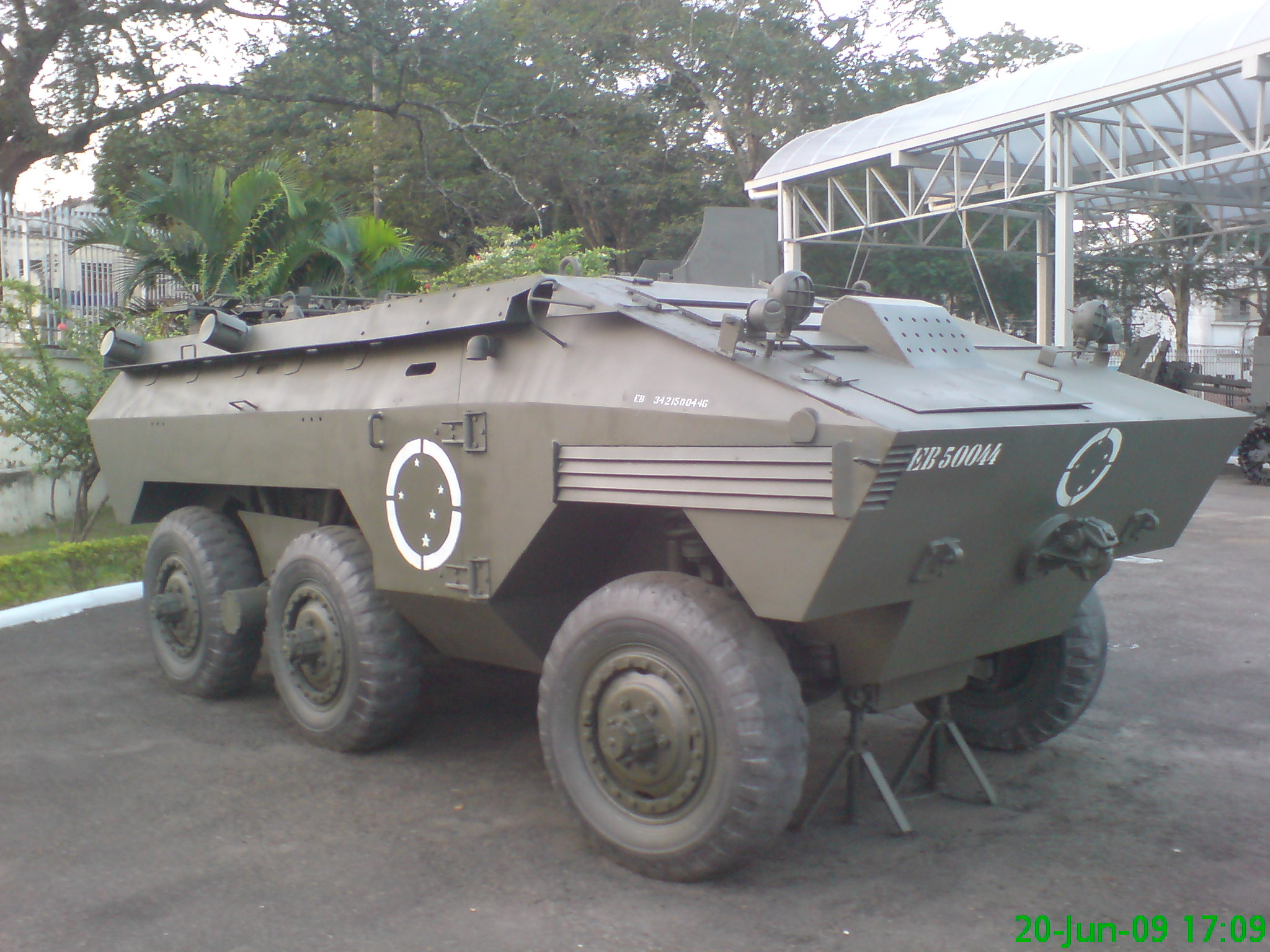
Het Urutu-pantservoertuig.

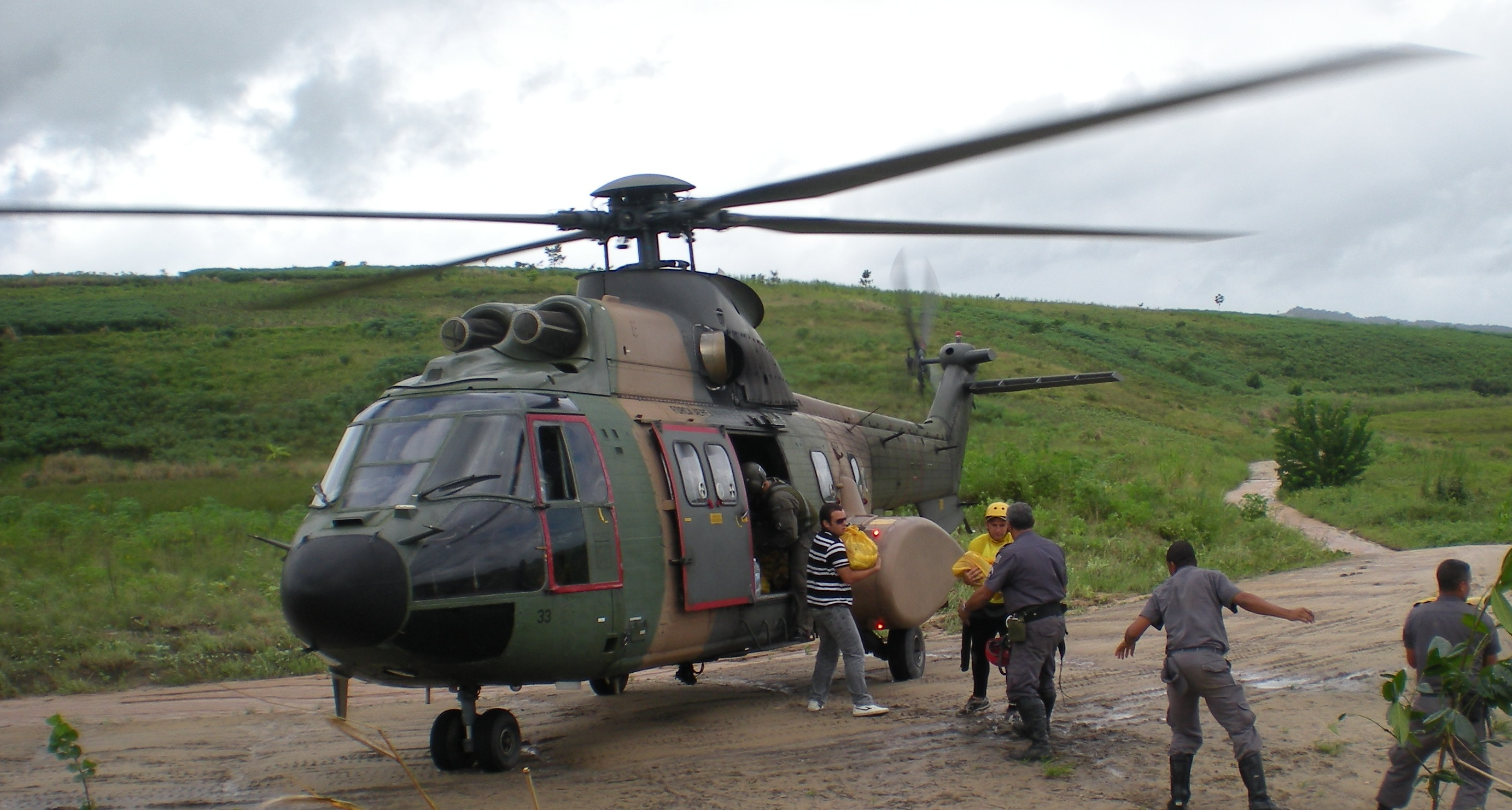
Een Eurocopter Super Puma-transporthelikopter.

### Voertuigen
- Tanks:
  -  Leopard 1 – 378 stuks waarvan 284 operationeel; 128 A1's overgenomen van België in 1997; 250 A5's overgenomen van Duitsland in 2006.
  -  M60 Patton – 91 stuks waarvan 20 operationeel; in 1995-96 aangeschaft.
- Pantservoertuigen:
  -  EE-3 Jararaca – 2 stuks; 4×4 verkenningsvoertuig.
  -  EE-9 Cascavel – 409 stuks; 6×6 verkenningsvoertuig.
  -  EE-11 Urutu – 213 stuks; 6×6 troepentransportvoertuig.
  -  VBTP-MR Guarani (Urutu III) – 2044 besteld; 6×6 infanterievoertuig; worden tussen 2012 en 2030 gebouwd.
  -  M113 – 584 stuks; rupstroepentransportvoertuig.
  -  AV-VB4 Guará – 4×4 licht voertuig; wordt uitgetest.
  -  AV-VBL 4x4 – 30+ stuks; 4×4 artillerieondersteuningsvoertuig.
- Artillerievoertuigen:
  -  M108 – 72 stuks waarvan 50 operationeel; 105 mm artillerie; worden vervangen door de M109.
  -  M109 – 76 stuks waarvan 37 operationeel; 155 mm artillerie; 40 A3's overgenomen van België; 36 A5's overgenomen van de VS.
  -  Flakpanzer Gepard – 36 stuks; 35 mm luchtafweergeschut; A2's overgenomen van Duitsland.
  -  Astros II – 20 stuks; 108/180/300 mm raketlanceerder.
  -  AV-SS 12/36 – 100 stuks; 70 mm raketlanceerder.
  -  Astros Hawk – 60 stuks; 70 mm raketlanceerder.

### Helikopters
- Eurocopter Cougar – 8 stuks.
- Eurocopter Fennec – 19 stuks.
- Eurocopter EC725 – 2 stuks.
- Helibras HM-1 Pantera – 34 stuks.
- Helibras HB 350 – 16 stuks.
- Sikorsky S-70 Black Hawk – 4 stuks.